# Widerstehe doch der Sünde
Widerstehe doch der Sünde (in tedesco, "Resisti al peccato") BWV 54 è una cantata di Johann Sebastian Bach.

## Storia
La cantata Widerstehe doch der Sünde venne composta da Bach a Weimar nel 1714 e venne probabilmente eseguita il 24 marzo 1715 in occasione della terza domenica di quaresima. Il libretto deriva dal Gottgefälliges Kirchen-Opffer del 1711 di Georg Christian Lehms.
Si tratta di una delle quattro cantate (le altre, composte nel 1726, sono Geist und Seele wird verwirret BWV 35, Vergnügte Ruh, beliebte Seelenlust BWV 170 e Gott soll allein mein Herze haben BWV 169) scritte per contralto.

## Struttura
La cantata, insolitamente breve, è composta per contralto solista, violino I e II, viola I e II e basso continuo ed è suddivisa in tre movimenti:
1. Aria: Widerstehe doch der Sünde, per contralto, archi e continuo.
2. Recitativo: Die Art verruchter Sünden, per contralto e continuo.
3. Aria: Wer Sünde tut, der ist vom Teufel, per contralto, archi e continuo.

## Testo
| 1 Aria Widerstehe doch der Sünde, Sonst ergreifet dich ihr Gift. Lass dich nicht den Satan blenden; Denn die Gottes Ehre schänden, Trifft ein Fluch, der tödlich ist. 2 Recitativo Die Art verruchter Sünden Ist zwar von außen wunderschön; Allein man muss Hernach mit Kummer und Verdruss Viel Ungemach empfinden. Von außen ist sie Gold; Doch, will man weiter gehn, So zeigt sich nur ein leerer Schatten Und übertünchtes Grab. Sie ist den Sodomsäpfeln gleich, Und die sich mit derselben gatten, Gelangen nicht in Gottes Reich. Sie ist als wie ein scharfes Schwert, Das uns durch Leib und Seele fährt. 3 Aria Wer Sünde tut, der ist vom Teufel, Denn dieser hat sie aufgebracht. Doch wenn man ihren schnöden Banden Mit rechter Andacht widerstanden Hat sie sich gleich davongemacht. | 1 Aria Resisti al peccato, altrimenti il suo veleno ti avrà. Non lasciare che Satana ti abbagli, perché coloro che profanano l'onore di Dio vanno incontro a una maledizione che è fatale. 2 Recitativo L'aspetto dell'infame peccato è certo meraviglioso esternamente; soltanto in seguito, con afflizione e frustrazione, si deve provare grande disagio. Dall'esterno sembra oro, ma, se si va fino in fondo, si mostra essere solo un'ombra vuota, un sepolcro imbiancato. Esso è come le mele di Sodoma e coloro che si uniscono a esso non giungeranno nel regno di Dio. Esso è come una spada affilata che ci attraversa corpo e anima. 3 Aria Chi commette peccato è del diavolo, perché è questi che l'ha creato. Ma quando ai suoi lacci infami con onesta devozione si ha resistito, esso è già scomparso. |